# Thinh Xuan Nguyen

Bischofswappen von Thinh Xuan Nguyen

Thinh Xuan Nguyen (* 3. Januar 1973 in Saigon, Republik Vietnam) ist ein vietnamesisch-australischer römisch-katholischer Geistlicher und Weihbischof in Melbourne.

## Leben
Thinh Xuan Nguyen besuchte die Schule in Đoàn Kết. Im Alter von 13 Jahren emigrierte er mit seiner Familie nach Australien. Dort besuchte er das Redden Catholic College in Preston. 1995 erlangte er an der Victoria University in Melbourne einen Bachelor im Fach Bauingenieurwesen und ein Diplom im Fach Lichtgestaltung. Danach arbeitete er einige Jahre als Bauingenieur. Ab 1999 studierte er Philosophie und Katholische Theologie am Corpus Christi College Regional Seminary in Carlton. Der Erzbischof von Melbourne, Denis Hart, spendete ihm in der St. Patrick’s Cathedral in Melbourne am 8. Oktober 2005 die Diakonenweihe und am 16. September 2006 das Sakrament der Priesterweihe für das Erzbistum Melbourne.
Nach der Priesterweihe war Thinh Xuan Nguyen zunächst als Pfarrvikar in Deer Park tätig, bevor er 2009 Pfarradministrator und 2010 schließlich Pfarrer in Fitzroy wurde. Von 2013 bis 2018 wirkte er in der Priesterausbildung am Corpus Christi College Regional Seminary in Carlton und als stellvertretender Verantwortlicher für die Berufungspastoral im Erzbistum Melbourne. Daneben erwarb er einen Master of Theology und einen Master of Arts im Fach Spiritualität. Anschließend war er Kaplan an der Universität Melbourne. Von 2020 bis 2022 wirkte er als Pfarrer in Bennettswood. Ab 2022 leitete Thinh Xuan Nguyen das Diözesanbüro für den Klerus.
Am 8. November 2024 ernannte ihn Papst Franziskus zum Titularbischof von Madaurus und zum Weihbischof in Melbourne. Der Erzbischof von Melbourne, Peter Comensoli, spendete ihm und Rene Ramirez RCJ am 1. Februar 2025 in der St. Patrick’s Cathedral in Melbourne die Bischofsweihe; Mitkonsekratoren waren der Bischof von Sale, Gregory Charles Bennet, und der Bischof von Sandhurst, Shane Mackinlay. Sein Wahlspruch Confide, vocat te („Vertraue, er ruft dich“) stammt aus Mk 10,49 .